# イボ

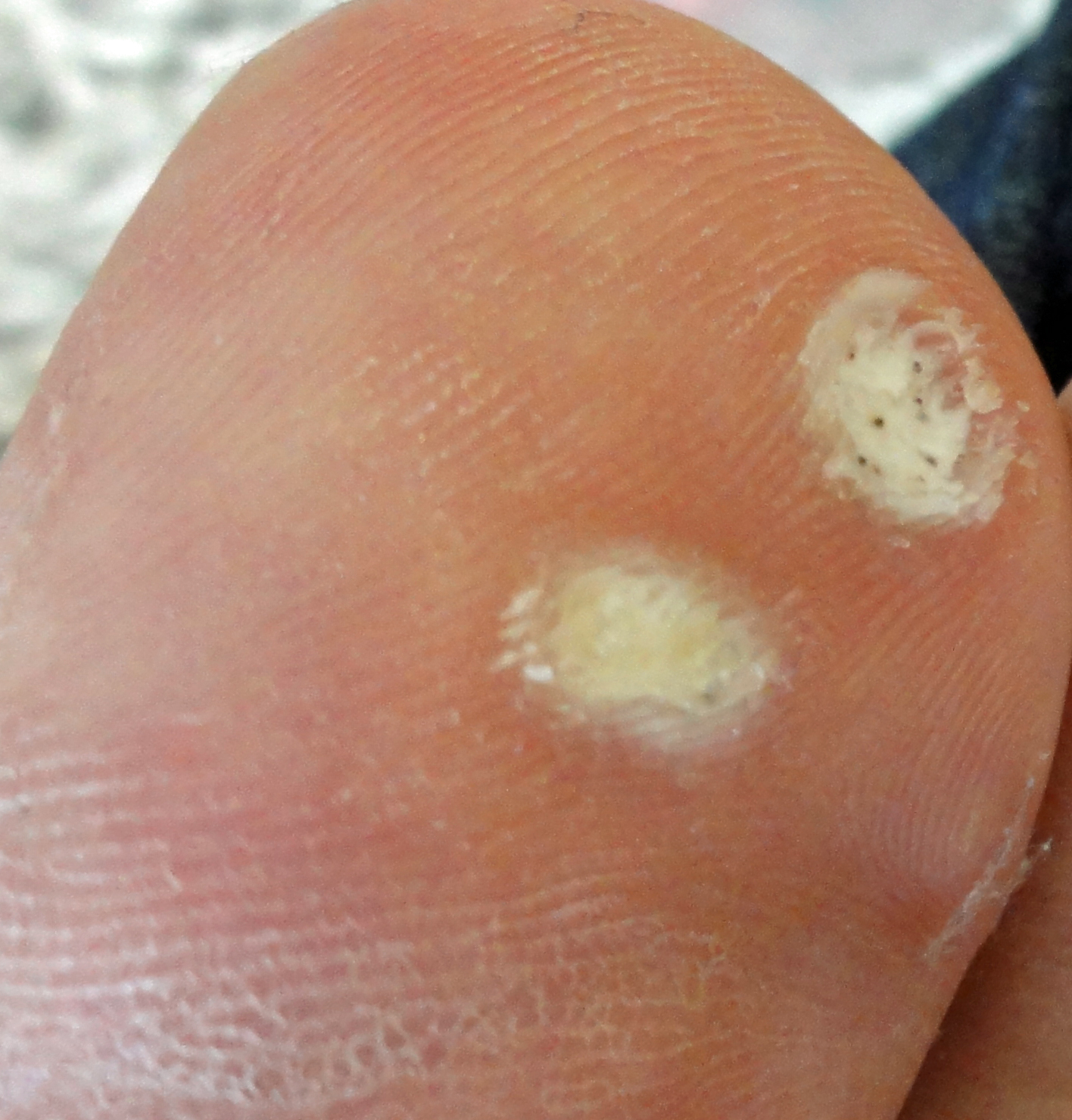
サリチル酸で軟化した角質の下に隠れている小さい斑点（赤褐色）

イボ（疣）は、ウイルス性疣贅（ゆうぜい）、軟性線維腫、脂漏性角化症（老人性疣贅）で発現する皮膚や粘膜に生じる結節の総称をいう。なお、一般的には広く疣贅（ゆうぜい）ともいうが、医学的には疣贅は特にウイルス性疣贅のうち尋常性疣贅の略として用いられている。

## 原因
イボは、その原因によりウイルス性疣贅（ゆうぜい）、軟性線維腫、脂漏性角化症（老人性疣贅）に大別される。
ウイルス性疣贅
ウイルス性疣贅は主にヒトパピローマウイルス（HPV）によって皮膚や粘膜に生じる良性腫瘍である。なお、伝染性軟属腫についてはウイルス性疣贅に分類されるが、molluscum contagiosum virusを原因ウイルスとする（HPV感染症ではない）。
軟性線維腫
頸部や腋などにできる有茎性の柔らかい結節で、摩擦、紫外線、加齢が原因とされている。
脂漏性角化症
老人性疣贅ともいう高齢者に生じる褐色の結節である。脂漏性角化症を参照。
以上のうち軟性線維腫や脂漏性角化症はHPV感染症ではない。

## ウイルス性疣贅
先述のようにウイルス性疣贅は主にヒトパピローマウイルス（HPV）によって皮膚や粘膜に生じる良性腫瘍である。本節ではHPV感染症のウイルス性疣贅について述べる（molluscum contagiosum virusを原因ウイルスとする疾患については伝染性軟属腫を参照）。

### 分類
HPV感染症のウイルス性疣贅は典型または非典型の尋常性疣贅とそれ以外の特殊型に分けられる。
ICD10における分類は、B07（ウイルス（性）いぼ＜疣＞＜疣贅＞）。（ただし尖圭コンジローマについては分類が異なりA63.0（肛門性器（性病性）いぼ＜疣＞＜疣贅＞）となる。）

#### 尋常性疣贅
尋常性疣贅（じんじょうせいゆうぜい、cutaneous warts）は、ヒトパピローマウイルス（HPV）による感染性の皮膚腫瘍の一種である。
- 典型例（表面粗造な類円形の結節を呈するもの）[1]
HPV2a型・27型・57型
- 指／糸状疣贅（顔面や頸部にでき、すぼめた指や糸のような形状）[1]
HPV2a型・27型・57型
- 足底疣贅（足底にでき、外方向性増殖が乏しく、表面粗造な角化性局面のもの）[1]
HPV2a型・27型・57型
- モザイク疣贅（足底疣贅のうち個疹が融合して敷石状態になっているもの）[1]
HPV2a型・27型・57型
- 爪囲疣贅（爪の周囲にできる難治性の疣贅）[1]
HPV2a型・27型・57型
- 爪甲下疣贅（爪甲下に隆起する塊状の疣贅）[1]
HPV2a型・27型・57型
- ドーナツ疣贅（リング疣贅ともいい再発時などにみられる環状の疣贅）[1]
HPV2a型・27型・57型

#### 特殊型
- ミルメシア（小児足底に多い蟻塚状の結節）[1]
HPV1a型
- 扁平疣贅（青壮年の顔面や手背などに多い扁平な結節）[1]
HPV3型・10型・28型・29型
- butcher's wart（食肉処理業者の手指に多発する）[1]
HPV7型
- 色素性疣贅（灰色から黒色の結節）[1]
HPV4型・60型・65型
- 点状疣贅（足底に見られる小さい角化性病変）[1]
HPV63型
- Ridged wart（ウイルス性足底表皮囊腫上にみられることが多い疣贅）[1]
HPV60型
- 白色小型疣贅／小型疣贅状丘疹（尋常性疣贅状小丘疹）[1]
HPV88型・95型
- ウイルス性足底表皮囊腫（足底にみられることが多い表皮様囊腫）[1]
HPV27型・57型・60型
- 疣贅状表皮発育異常症（扁平疣贅様皮疹や癜風様皮疹を多発する）[1]
HPV5型・8型・12型・14型・15型・17型・20型・47型
- 尖圭コンジローマ（外陰部にできる小結節で腫瘤を形成することもある）[1]
HPV6型・11型

### 疫学
疣贅は全世界に見られ、有病率には地域差があるが、一般的に若年者の有病率が高い。

### 感染
ヒトからヒトへの直接的接触感染が主であるが、温泉施設、プール、ジムなどでの間接的接触感染もある。また、鮮魚や精肉の処理などに従事している場合、手指の浸軟がHPV侵入のきっかけとなり、手の疣贅の発症率が高いという研究がある。
自己処置でイボを傷つけると、悪化させたり、別の場所に感染したりする。イボを引っかいたりしない。公共の風呂やプールではサンダルを履く。また足のイボは乾燥させることで伝搬しにくくなる。

### 治療
HPVに対する特異的な抗ウイルス薬が存在していないなどの問題がある。根治的な飲み薬や塗り薬は見つかっておらず、疣贅を生じるタイプのHPVワクチンも開発されていない。
代表的なものに次のような治療法がある。
- 物理的治療法
  - 液体窒素凍結療法 - 疣贅とその周囲を液体窒素で凍結することを数回繰り返す[1]。
  - 電気凝固（electrosurgery） - 局所麻酔を行った上で疣贅を焼灼する[1]。
  - レーザー - 炭酸ガスレーザー、パルスダイレーザー、Nd；YAGレーザーなどがある[1]。健康保険が適用されるかどうかは疣の種類とレーザーの種類によって規定されている。
  - 外科的切除 - 局所麻酔下で紡錘形に切除して縫合する方法で、難治性の小さい疣贅には有効とされるが、機能的に問題がある場合は外科的切除以外の選択肢も考慮される[1]。
  - 光線力学的療法 - 光感受性物質の外用後に可視光線を照射する[1]。
  - いぼ剥ぎ法 - 局所麻酔下で眼科用剪刃などを使って疣贅組織を剥離除去する[1]。
  - 超音波メス - 真皮を残しつつ表皮を削り取る方法[1]。
- 化学的治療法
  - サリチル酸外用 - 高濃度サリチル酸の外用や貼付、スピール膏の貼付[1]。サリチル酸は痛みが少なく、角質を軟化させるため、皮膚を削ぎ落すことができる[6]。
  - モノ・トリクロル酢酸外用 - 組織の腐食作用があるが副作用もみられることから使用には注意を要する[1]。モノクロロ酢酸の外用も疣贅の変性・脱落に用いられる[7][8]。
  - グルタルアルデヒド外用 - グルタルアルデヒドは医療器具の消毒や固定液に使用されている薬剤[1]。細胞を腐食する作用がある。
  - フェノール外用 - 週一回程度外用するが、腐食作用が強いため注意を要する[1]。
- 薬理的治療法
  - 活性型ビタミンD3外用 - 有効性の報告があり、密封療法でさらに有効性が高まるとされる[1]。ビタミンD3軟膏を密封包帯するもので、副作用は生じにくいとされる[6]。
- 免疫学的治療法
  - ヨクイニンエキス内服[1] - 薏苡仁は、漢方薬・飲み薬。はと麦の成分であり、37.6%の人で疣贅がなくなったという研究結果がある[6]。
  - 接触免疫療法 - ジフェニルシクロプロペノン(DPCP)やスクアレン酸ジブチルエステル(SADBE)などの感作後に定期的な外用を行う[1]。

病型の違いや数や大きさや発症部位の違いをもとに、各治療法のエビデンス、患者のコンプライアンスなどを勘案して治療法が選択されるが幾つかの治療法を併用することも多い。
2014年のイギリスのガイドラインでは、サリチル酸を最も推奨し、次に凍結療法を選択肢としている。
イボが少ない場合や、発症から1年未満、子供の場合、第一選択はサリチル酸、硝酸銀、グルタルアルデヒドとなる。第二選択肢は、凍結療法。科学的証拠は、サリチル酸と凍結療法のものが複数あり、両者に差はないとみられ、これらを併用した方が治癒率は高い。1つのランダム化比較試験は、週1での凍結療法による完全治癒率が56.7%に比較して、3週間に1度の免疫療法（カンジタ抗原の注射）では76.7%であった。
米国皮膚科学会による家庭用治療としては、サリチル酸が最も一般的な処置方法だとしているが、イボにダクトテープを貼り数日ごとに取り替える方法も紹介している。
なお、信心やまじない、迷信の類も世の東西を問わずに昔から存在している。小説「トム・ソーヤーの冒険」にはいぼとりのまじないの話が出てくる。日本では、いぼとり地蔵や、いぼ神社が各地に存在している。

## 軟性線維腫
軟性線維腫（soft fibroma）は線維組織系腫瘍（fibrous tumors）の一種。

### 分類
頸部や腋窩などに数ミリの糸状の腫瘍が多発するものをアクロコルドンないしスキンタッグ、体幹に直径約1センチの腫瘍が単発するものを軟性線維腫、軟性線維腫が大きくなり皮膚面から垂れ下がるようになったものを懸垂性線維腫という。

### 特徴
軟性線維腫はHPV感染症ではなく、摩擦、紫外線、加齢が原因とされている。